# Deelemania
Deelemania és un gènere d'aranyes araneomorfes de la subfamília Erigoninae, dins de la família Linyphiidae.
Fou descrit per primera vegada per Rudy Jocqué i Robert Bosmans l'any 1983.

## Distribució
Es pot trobar a l'Àfrica subsahariana.

## Etimologia
El gènere va ser nomenat en honor de Christa Laetitia Deeleman-Reinhold.

## Llista d'espècies
Segons The World Spider Catalog 12.0:
- Deelemania gabonensis Jocqué, 1983
- Deelemania malawiensis Jocqué & Russell-Smith, 1984
- Deelemania manensis Jocqué & Bosmans, 1983 (Espècie tipus)
- Deelemania nasuta Bosmans, 1988